# Риндо, Венсан
Венса́н Риндо́ (фр. Vincent Riendeau; род. 20 апреля 1966, Сен-Иасент, Квебек) — канадский хоккеист, вратарь. Тренер.

## Карьера
С 1983 года выступал в Главной юниорской лиге Квебека. С 1986 года выступал в системе клуба НХЛ «Монреаль Канадиенс», с которым подписал контракт в 1985 году: на протяжении двух сезонов играл за фарм-клуб «Монреаля» «Шербрук Канадиенс» (в НХЛ в составе «Монреаля» провёл лишь одну игру). В 1988 году был обменян в «Сент-Луис Блюз», в составе которых провёл 122 матча в регулярных чемпионатах НХЛ и 21 матч в плей-офф Кубка Стэнли за три сезона. В 1991 году был обменян в «Детройт Ред Уингз», где исполнял роль запасного вратаря, появившись лишь в 32 матчах за два с половиной сезона. В январе 1994 года был обменян в «Бостон Брюинз», в составе которых также был запасным вратарём, проведя 29 матчей за полтора сезона. Всего в НХЛ провёл 184 матча в регулярных чемпионатах и 25 игр в плей-офф Кубка Стэнли.
С 1995 года выступал в низших лигах Северной Америки, а также в Европе — в клубах Германии, Швейцарии, Великобритании. В январе 1999 года присоединился к тольяттинской «Ладе», став первым иностранным хоккеистом российской Суперлиги, имевшим опыт игры в НХЛ. В составе «Лады» провёл 12 матчей в сезоне 1998/1999 (5 матчей в регулярном чемпионате и ещё 7 — в плей-офф) и 17 матчей в сезоне 1999/2000 (16 матчей в регулярном чемпионате и 1 игру в плей-офф).
После окончания карьеры игрока работал тренером вратарей в различных клубах Канады, Германии и Швейцарии.
В 2021 году вошёл в тренерский штаб ХК «Салават Юлаев». Срок соглашения рассчитан на один год.